# Gare d'Enchenberg
La gare d'Enchenberg est une gare ferroviaire française, fermée, de la ligne de Haguenau à Hargarten - Falck, située sur le territoire de la commune d'Enchenberg dans le département de la Moselle en région Grand Est.
C'est une halte voyageurs de la Société nationale des chemins de fer français (SNCF), fermée provisoirement à partir du 18 décembre 2011 à la suite d'un glissement de terrain. Sur décision des autorités de transport, la ligne ferroviaire est définitivement fermée en 2014 et reportée sur la route.

## Situation ferroviaire
Établie à 370 mètres d'altitude, la gare d'Enchenberg est située au point kilométrique (PK) 57,609 de la ligne de Haguenau à Hargarten - Falck, entre les gares de Lemberg et de Petit-Réderching. Elle se trouve sur la section inexploitée de la ligne, entre Niederbronn-les-Bains et Sarreguemines.

## Histoire
La gare d'Enchenberg est mise en service le 8 décembre 1869, lorsque la compagnie des chemins de fer de l'Est ouvre à l'exploitation la section de Sarreguemines à Niederbronn-les-Bains de la ligne d'Haguenau à Hargarten - Falck.
En 2007, le temps de parcours en RER est de : 15 minutes pour Bitche, 35 minutes pour Sarreguemines et 1 heure pour Béning.
En décembre 2011, la ligne est endommagée par un glissement de terrain entre Lemberg et Bitche. Dégagée et consolidée, la voie ne permet plus qu'une vitesse limitée à 10 km/h sur un tronçon d'environ 300 mètres. Les autorités des transports : ministère, SNCF et région reculent devant le coût présenté par Réseau ferré de France (RFF) pour la remise en état de la voie, environ 40 millions d'euros, et décident de fermer la ligne au service voyageurs en reportant la desserte sur route.

## Service routier de substitution
Depuis la fermeture de la halte ferroviaire le 18 décembre 2011, Enchenberg est desservie par des autocars TER Lorraine de la ligne Sarreguemines - Bitche.